# Cras-sur-Reyssouze
Cras-sur-Reyssouze era una comuna francesa situada en el departamento de Ain, de la región de Auvernia-Ródano-Alpes, que el 1 de enero de 2019 pasó a ser una comuna delegada y sede de la comuna nueva de Bresse Vallons.

## Geografía
Está ubicada en el noroeste del departamento, a 12 km al norte de Bourg-en-Bresse.

## Demografía
| 719 | 679 | 693 | 807 | 846 | 907 | 1 091 | 1 388 |
| Para los censos de 1962 a 1999 la población legal corresponde a la población sin duplicidades (Fuente: INSEE [Consultar]) |     |     |     |     |     |       |       |